# نرم کولمن
نرم کولمن (به انگلیسی: Norm Coleman) سناتور سابق عضو حزب جمهوری‌خواه ایالات متحده آمریکا بود. وی در سال ۲۰۰۳ تا ۲۰۰۹ میلادی سناتور ایالت مینه‌سوتا در سنای ایالات متحده آمریکا بود.